# Бунраку

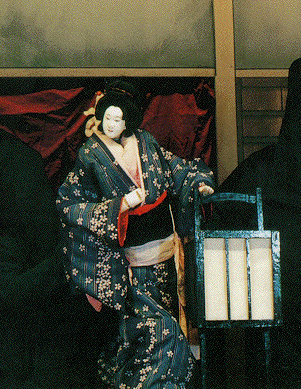
Одягнені у чорне ляльковики грають жіночою лялькою

Бунра́ку (яп. 文楽, ぶんらく) — традиційний японський ляльковий театр. Традиційна назва японського лялькового театру  — нінґьо дзьорурі (人形浄瑠璃, にんぎょうじょうるり, «лялькове дзьорурі»). Виник на межі 16 — 17 століття. Належить до нематеріальних культурних надбань Японії та ЮНЕСКО.

## Короткі відомості
Назва «бунраку» походить від імені акторської трупи Бунраку кінця 18 століття, яка спеціалізувалася на виконанні лялькових вистав. На початок 20 століття вона залишилася єдиною трупою цієї спеціалізації, тому її назва стала синонімом японського лялькового театру й витіснила стару назву нінґьо-дзюрурі.
Вистави бунраку виконуються з використанням ляльок-маріонеток, під речитативний спів-читання дзьорурі та награш тристурнника сямісена. Основну частину репертуару театру складають ліричні п'єси, написані драматургом Тікамацу Мондзаемоном. На відміну від лялькових театрі світу, які є переважно бутафоно-комічними, в бунраку надається перевага реалістичності та трагізму.
За 400 років існування лялькового театру бунраку він був популярним переважно серед міського населення. Основним конкурентом виступав театр кабукі. Останній часто запозичував сюжети з п'єс лялькового театру до своїх вистав.